# Selasphorus scintilla
Selasphorus scintilla là một loài chim trong họ Trochilidae.
Đây là loài chim ruồi nhỏ nhất trong phạm vi phân bố của loài này, bao gồm vùng núi Costa Rica và tây Panama.
Loài chim nhỏ này sinh sống cạnh rừng cây bụi, đồn điền cà phê và đôi khi vườn ở độ cao từ 900-2.000 m, và lên đến 2.500 m (8.200 ft) khi không sinh sản. Thân chỉ dài 6,5–8 cm tính bao gồm cả mỏ. Chim trống cân nặng 2 g còn chim mái cân nặng 2,3 g. Đây là một trong những loài chim nhỏ nhất trong còn tồn tại, nhẹ hơn so với chim ruồi ong. Mỏ có màu đen ngắn và thẳng.
Chim trống có lông trên lưng màu xanh lá cây-đồng và đuôi màu nâu đỏ. Cổ họng có màu đỏ rực rỡ, tách ra từ phần dưới bởi một dải cổ trắng. Chim mái có màu lông tương tự, nhưng cổ họng có màu da bò với những đốm màu xanh lá cây nhỏ và hai cánh nâu đỏ. Chim non có màu lông giống với chim mái, nhưng có rìa đỏ heo phần trên bộ lông.
Chim mái hoàn toàn đảm trách việc xây tổ và ấp trứng.
Loài chim này ăn mật hoa lấy từ nhiều loại hoa nhỏ, bao gồm Salvia và các loài thụ phấn nhờ côn trùng thường. Cũng giống như loài chim ruồi khác, loài chim ruồi này cũng ăn một số loài côn trùng nhỏ như là một nguồn protein quan trọng.